# Iryna Merleni
Iryna Oleksiïvna Merleni, nata Mel'nyk (Мельник) (in ucraino Ірина Олексіївна Мерлені?; 8 febbraio 1982), è una lottatrice ucraina, specializzata nella lotta libera.

## Palmarès

### Olimpiadi
- 2 medaglie:
  - 1 oro (Atene 2004 nei 48 kg)
  - 1 bronzo (Pechino 2008 nei 48 kg)

### Mondiali
- 5 medaglie:
  - 3 ori (Sofia 2000 nei 46 kg; Sofia 2001 nei 46 kg; New York 2003 nei 48 kg)
  - 2 argenti (Budapest 2005 nei 48 kg; Baku 2007 nei 48 kg)

### Universiadi
- 1 medaglia:
  - 1 oro (İzmir 2005 nei 51 kg)